# Stephen Brislin
Stephen Brislin OESSH (* 24. září 1956 Welkom) je jihoafrický římskokatolický kněz, arcibiskup v Kapském Městě. Je členem Řádu Božího hrobu a je prvním velkopřevorem řádové magistrální delegace v Jihoafrické republice.

## Kardinálská kreace
V neděli 9. července 2023 papež František ohlásil, že v konzistoři dne 30. září 2023 jmenuje 21 nových kardinálů, mezi nimi i Monsignora Brislina.. V konzistoři dne dne 30. září 2023 jej také skutečně jmenoval.